# Camembert, Orne

Camembert este o comună în departamentul Orne, Franța. În 1 ianuarie 2022 avea o populație de 169 de locuitori. Și-a dat numele brânzei Camembert.